# 야로슬라우 할라크
야로슬라우 할라크(슬로바키아어: Jaroslav Halák, 슬로바키아어 발음: [ˈjarɔslaw ˈɦalaːk], 1985년 5월 13일~)는 슬로바키아의 전직 아이스하키 선수로 포지션은 골텐더이다. 슬로바키아 아이스하키 클럽인 슬로반 브라티슬라바에서 프로 선수 경력을 시작했으며, 내셔널 하키 리그(NHL)의 카나디앵 드 몽레알, 세인트루이스 블루스, 워싱턴 캐피털스, 뉴욕 아일런더스, 보스턴 브루인스, 밴쿠버 커넉스, 뉴욕 레인저스 소속으로 뛰었다.
국제 대회에 슬로바키아 국가대표팀 소속으로 참가하였으며, 2010년과 2014년 동계 올림픽에 참가했다.

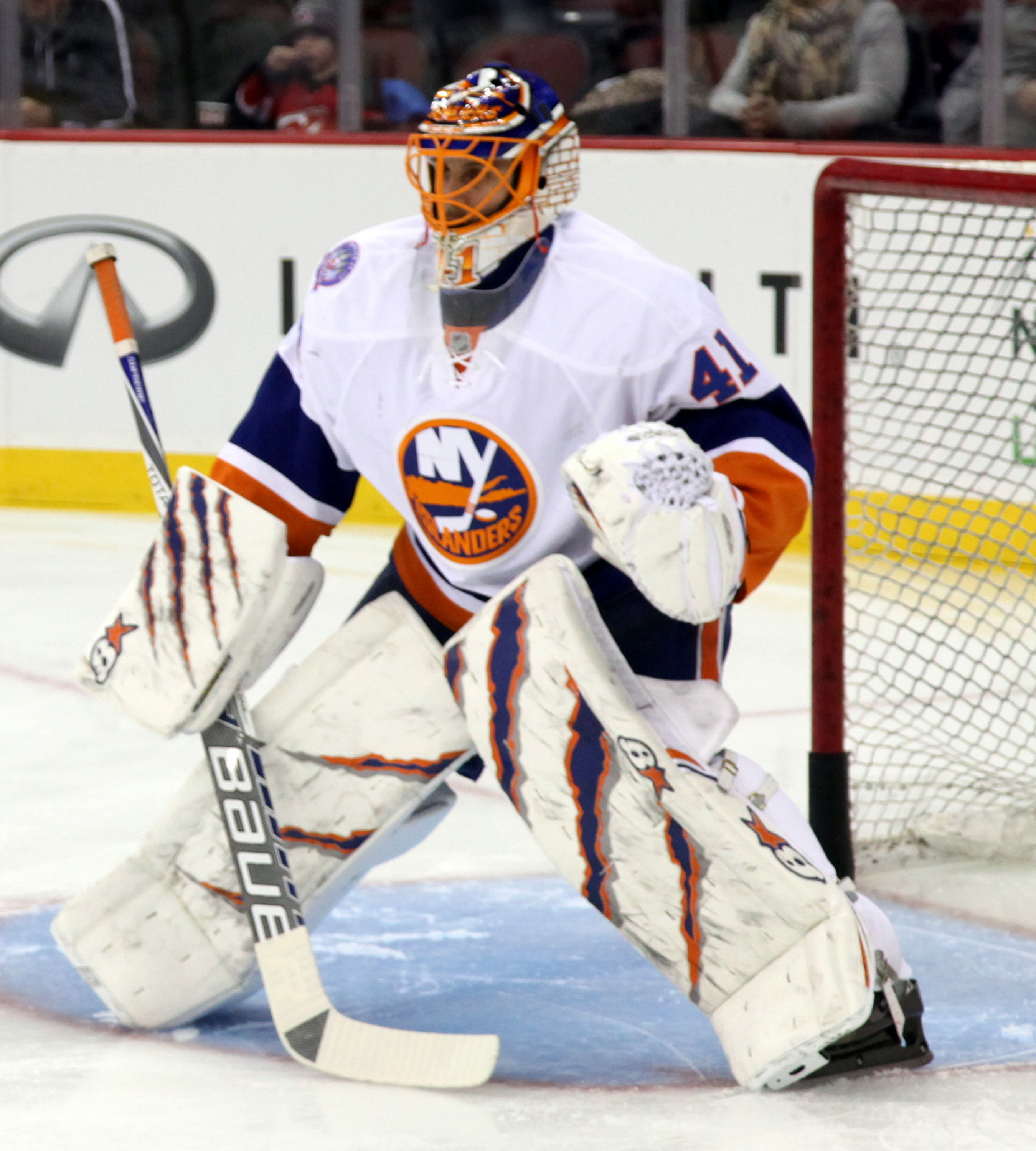
2015년 뉴욕 아일런더스 소속 당시의 할라크

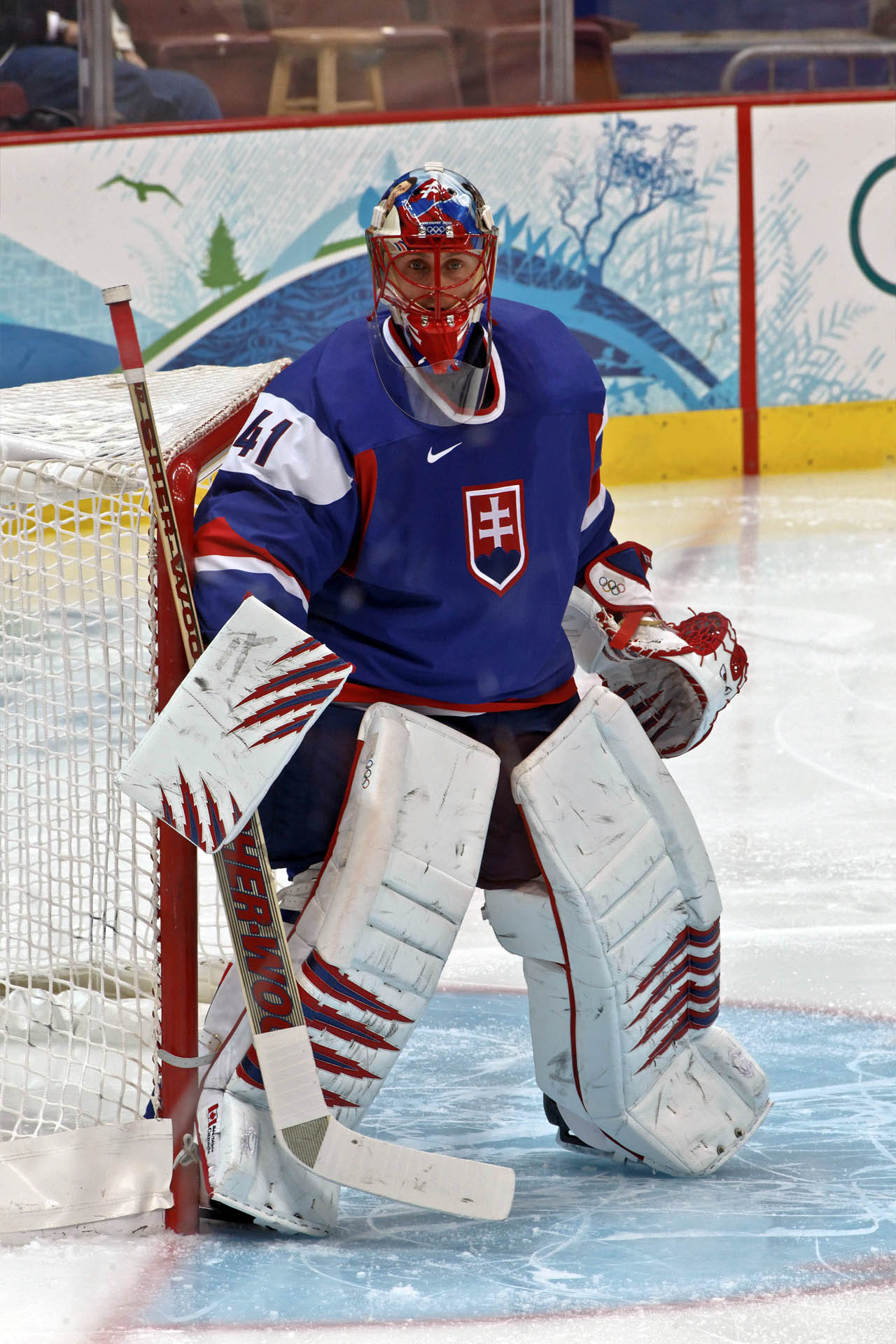
2010년 동계 올림픽 스웨덴전 당시의 할라크